# Parany de Marshall
|   | a | b | c | d | e | f | g | h |   |
| 8 | a8 negres torre · b8 negres cavall · d8 negres dama · f8 negres torre · g8 negres rei · a7 negres peó · b7 negres peó · c7 negres peó · g7 negres peó · h7 negres peó · d6 negres alfil · d5 blanques peó · f5 negres peó · d4 blanques peó · e4 negres cavall · g4 negres alfil · d3 blanques alfil · f3 blanques cavall · a2 blanques peó · b2 blanques peó · f2 blanques peó · g2 blanques peó · h2 blanques peó · a1 blanques torre · b1 blanques cavall · c1 blanques alfil · d1 blanques dama · e1 blanques torre · g1 blanques rei | a8 negres torre · b8 negres cavall · d8 negres dama · f8 negres torre · g8 negres rei · a7 negres peó · b7 negres peó · c7 negres peó · g7 negres peó · h7 negres peó · d6 negres alfil · d5 blanques peó · f5 negres peó · d4 blanques peó · e4 negres cavall · g4 negres alfil · d3 blanques alfil · f3 blanques cavall · a2 blanques peó · b2 blanques peó · f2 blanques peó · g2 blanques peó · h2 blanques peó · a1 blanques torre · b1 blanques cavall · c1 blanques alfil · d1 blanques dama · e1 blanques torre · g1 blanques rei | a8 negres torre · b8 negres cavall · d8 negres dama · f8 negres torre · g8 negres rei · a7 negres peó · b7 negres peó · c7 negres peó · g7 negres peó · h7 negres peó · d6 negres alfil · d5 blanques peó · f5 negres peó · d4 blanques peó · e4 negres cavall · g4 negres alfil · d3 blanques alfil · f3 blanques cavall · a2 blanques peó · b2 blanques peó · f2 blanques peó · g2 blanques peó · h2 blanques peó · a1 blanques torre · b1 blanques cavall · c1 blanques alfil · d1 blanques dama · e1 blanques torre · g1 blanques rei | a8 negres torre · b8 negres cavall · d8 negres dama · f8 negres torre · g8 negres rei · a7 negres peó · b7 negres peó · c7 negres peó · g7 negres peó · h7 negres peó · d6 negres alfil · d5 blanques peó · f5 negres peó · d4 blanques peó · e4 negres cavall · g4 negres alfil · d3 blanques alfil · f3 blanques cavall · a2 blanques peó · b2 blanques peó · f2 blanques peó · g2 blanques peó · h2 blanques peó · a1 blanques torre · b1 blanques cavall · c1 blanques alfil · d1 blanques dama · e1 blanques torre · g1 blanques rei | a8 negres torre · b8 negres cavall · d8 negres dama · f8 negres torre · g8 negres rei · a7 negres peó · b7 negres peó · c7 negres peó · g7 negres peó · h7 negres peó · d6 negres alfil · d5 blanques peó · f5 negres peó · d4 blanques peó · e4 negres cavall · g4 negres alfil · d3 blanques alfil · f3 blanques cavall · a2 blanques peó · b2 blanques peó · f2 blanques peó · g2 blanques peó · h2 blanques peó · a1 blanques torre · b1 blanques cavall · c1 blanques alfil · d1 blanques dama · e1 blanques torre · g1 blanques rei | a8 negres torre · b8 negres cavall · d8 negres dama · f8 negres torre · g8 negres rei · a7 negres peó · b7 negres peó · c7 negres peó · g7 negres peó · h7 negres peó · d6 negres alfil · d5 blanques peó · f5 negres peó · d4 blanques peó · e4 negres cavall · g4 negres alfil · d3 blanques alfil · f3 blanques cavall · a2 blanques peó · b2 blanques peó · f2 blanques peó · g2 blanques peó · h2 blanques peó · a1 blanques torre · b1 blanques cavall · c1 blanques alfil · d1 blanques dama · e1 blanques torre · g1 blanques rei | a8 negres torre · b8 negres cavall · d8 negres dama · f8 negres torre · g8 negres rei · a7 negres peó · b7 negres peó · c7 negres peó · g7 negres peó · h7 negres peó · d6 negres alfil · d5 blanques peó · f5 negres peó · d4 blanques peó · e4 negres cavall · g4 negres alfil · d3 blanques alfil · f3 blanques cavall · a2 blanques peó · b2 blanques peó · f2 blanques peó · g2 blanques peó · h2 blanques peó · a1 blanques torre · b1 blanques cavall · c1 blanques alfil · d1 blanques dama · e1 blanques torre · g1 blanques rei | a8 negres torre · b8 negres cavall · d8 negres dama · f8 negres torre · g8 negres rei · a7 negres peó · b7 negres peó · c7 negres peó · g7 negres peó · h7 negres peó · d6 negres alfil · d5 blanques peó · f5 negres peó · d4 blanques peó · e4 negres cavall · g4 negres alfil · d3 blanques alfil · f3 blanques cavall · a2 blanques peó · b2 blanques peó · f2 blanques peó · g2 blanques peó · h2 blanques peó · a1 blanques torre · b1 blanques cavall · c1 blanques alfil · d1 blanques dama · e1 blanques torre · g1 blanques rei | 8 |
| 7 | a8 negres torre · b8 negres cavall · d8 negres dama · f8 negres torre · g8 negres rei · a7 negres peó · b7 negres peó · c7 negres peó · g7 negres peó · h7 negres peó · d6 negres alfil · d5 blanques peó · f5 negres peó · d4 blanques peó · e4 negres cavall · g4 negres alfil · d3 blanques alfil · f3 blanques cavall · a2 blanques peó · b2 blanques peó · f2 blanques peó · g2 blanques peó · h2 blanques peó · a1 blanques torre · b1 blanques cavall · c1 blanques alfil · d1 blanques dama · e1 blanques torre · g1 blanques rei | a8 negres torre · b8 negres cavall · d8 negres dama · f8 negres torre · g8 negres rei · a7 negres peó · b7 negres peó · c7 negres peó · g7 negres peó · h7 negres peó · d6 negres alfil · d5 blanques peó · f5 negres peó · d4 blanques peó · e4 negres cavall · g4 negres alfil · d3 blanques alfil · f3 blanques cavall · a2 blanques peó · b2 blanques peó · f2 blanques peó · g2 blanques peó · h2 blanques peó · a1 blanques torre · b1 blanques cavall · c1 blanques alfil · d1 blanques dama · e1 blanques torre · g1 blanques rei | a8 negres torre · b8 negres cavall · d8 negres dama · f8 negres torre · g8 negres rei · a7 negres peó · b7 negres peó · c7 negres peó · g7 negres peó · h7 negres peó · d6 negres alfil · d5 blanques peó · f5 negres peó · d4 blanques peó · e4 negres cavall · g4 negres alfil · d3 blanques alfil · f3 blanques cavall · a2 blanques peó · b2 blanques peó · f2 blanques peó · g2 blanques peó · h2 blanques peó · a1 blanques torre · b1 blanques cavall · c1 blanques alfil · d1 blanques dama · e1 blanques torre · g1 blanques rei | a8 negres torre · b8 negres cavall · d8 negres dama · f8 negres torre · g8 negres rei · a7 negres peó · b7 negres peó · c7 negres peó · g7 negres peó · h7 negres peó · d6 negres alfil · d5 blanques peó · f5 negres peó · d4 blanques peó · e4 negres cavall · g4 negres alfil · d3 blanques alfil · f3 blanques cavall · a2 blanques peó · b2 blanques peó · f2 blanques peó · g2 blanques peó · h2 blanques peó · a1 blanques torre · b1 blanques cavall · c1 blanques alfil · d1 blanques dama · e1 blanques torre · g1 blanques rei | a8 negres torre · b8 negres cavall · d8 negres dama · f8 negres torre · g8 negres rei · a7 negres peó · b7 negres peó · c7 negres peó · g7 negres peó · h7 negres peó · d6 negres alfil · d5 blanques peó · f5 negres peó · d4 blanques peó · e4 negres cavall · g4 negres alfil · d3 blanques alfil · f3 blanques cavall · a2 blanques peó · b2 blanques peó · f2 blanques peó · g2 blanques peó · h2 blanques peó · a1 blanques torre · b1 blanques cavall · c1 blanques alfil · d1 blanques dama · e1 blanques torre · g1 blanques rei | a8 negres torre · b8 negres cavall · d8 negres dama · f8 negres torre · g8 negres rei · a7 negres peó · b7 negres peó · c7 negres peó · g7 negres peó · h7 negres peó · d6 negres alfil · d5 blanques peó · f5 negres peó · d4 blanques peó · e4 negres cavall · g4 negres alfil · d3 blanques alfil · f3 blanques cavall · a2 blanques peó · b2 blanques peó · f2 blanques peó · g2 blanques peó · h2 blanques peó · a1 blanques torre · b1 blanques cavall · c1 blanques alfil · d1 blanques dama · e1 blanques torre · g1 blanques rei | a8 negres torre · b8 negres cavall · d8 negres dama · f8 negres torre · g8 negres rei · a7 negres peó · b7 negres peó · c7 negres peó · g7 negres peó · h7 negres peó · d6 negres alfil · d5 blanques peó · f5 negres peó · d4 blanques peó · e4 negres cavall · g4 negres alfil · d3 blanques alfil · f3 blanques cavall · a2 blanques peó · b2 blanques peó · f2 blanques peó · g2 blanques peó · h2 blanques peó · a1 blanques torre · b1 blanques cavall · c1 blanques alfil · d1 blanques dama · e1 blanques torre · g1 blanques rei | a8 negres torre · b8 negres cavall · d8 negres dama · f8 negres torre · g8 negres rei · a7 negres peó · b7 negres peó · c7 negres peó · g7 negres peó · h7 negres peó · d6 negres alfil · d5 blanques peó · f5 negres peó · d4 blanques peó · e4 negres cavall · g4 negres alfil · d3 blanques alfil · f3 blanques cavall · a2 blanques peó · b2 blanques peó · f2 blanques peó · g2 blanques peó · h2 blanques peó · a1 blanques torre · b1 blanques cavall · c1 blanques alfil · d1 blanques dama · e1 blanques torre · g1 blanques rei | 7 |
| 6 | a8 negres torre · b8 negres cavall · d8 negres dama · f8 negres torre · g8 negres rei · a7 negres peó · b7 negres peó · c7 negres peó · g7 negres peó · h7 negres peó · d6 negres alfil · d5 blanques peó · f5 negres peó · d4 blanques peó · e4 negres cavall · g4 negres alfil · d3 blanques alfil · f3 blanques cavall · a2 blanques peó · b2 blanques peó · f2 blanques peó · g2 blanques peó · h2 blanques peó · a1 blanques torre · b1 blanques cavall · c1 blanques alfil · d1 blanques dama · e1 blanques torre · g1 blanques rei | a8 negres torre · b8 negres cavall · d8 negres dama · f8 negres torre · g8 negres rei · a7 negres peó · b7 negres peó · c7 negres peó · g7 negres peó · h7 negres peó · d6 negres alfil · d5 blanques peó · f5 negres peó · d4 blanques peó · e4 negres cavall · g4 negres alfil · d3 blanques alfil · f3 blanques cavall · a2 blanques peó · b2 blanques peó · f2 blanques peó · g2 blanques peó · h2 blanques peó · a1 blanques torre · b1 blanques cavall · c1 blanques alfil · d1 blanques dama · e1 blanques torre · g1 blanques rei | a8 negres torre · b8 negres cavall · d8 negres dama · f8 negres torre · g8 negres rei · a7 negres peó · b7 negres peó · c7 negres peó · g7 negres peó · h7 negres peó · d6 negres alfil · d5 blanques peó · f5 negres peó · d4 blanques peó · e4 negres cavall · g4 negres alfil · d3 blanques alfil · f3 blanques cavall · a2 blanques peó · b2 blanques peó · f2 blanques peó · g2 blanques peó · h2 blanques peó · a1 blanques torre · b1 blanques cavall · c1 blanques alfil · d1 blanques dama · e1 blanques torre · g1 blanques rei | a8 negres torre · b8 negres cavall · d8 negres dama · f8 negres torre · g8 negres rei · a7 negres peó · b7 negres peó · c7 negres peó · g7 negres peó · h7 negres peó · d6 negres alfil · d5 blanques peó · f5 negres peó · d4 blanques peó · e4 negres cavall · g4 negres alfil · d3 blanques alfil · f3 blanques cavall · a2 blanques peó · b2 blanques peó · f2 blanques peó · g2 blanques peó · h2 blanques peó · a1 blanques torre · b1 blanques cavall · c1 blanques alfil · d1 blanques dama · e1 blanques torre · g1 blanques rei | a8 negres torre · b8 negres cavall · d8 negres dama · f8 negres torre · g8 negres rei · a7 negres peó · b7 negres peó · c7 negres peó · g7 negres peó · h7 negres peó · d6 negres alfil · d5 blanques peó · f5 negres peó · d4 blanques peó · e4 negres cavall · g4 negres alfil · d3 blanques alfil · f3 blanques cavall · a2 blanques peó · b2 blanques peó · f2 blanques peó · g2 blanques peó · h2 blanques peó · a1 blanques torre · b1 blanques cavall · c1 blanques alfil · d1 blanques dama · e1 blanques torre · g1 blanques rei | a8 negres torre · b8 negres cavall · d8 negres dama · f8 negres torre · g8 negres rei · a7 negres peó · b7 negres peó · c7 negres peó · g7 negres peó · h7 negres peó · d6 negres alfil · d5 blanques peó · f5 negres peó · d4 blanques peó · e4 negres cavall · g4 negres alfil · d3 blanques alfil · f3 blanques cavall · a2 blanques peó · b2 blanques peó · f2 blanques peó · g2 blanques peó · h2 blanques peó · a1 blanques torre · b1 blanques cavall · c1 blanques alfil · d1 blanques dama · e1 blanques torre · g1 blanques rei | a8 negres torre · b8 negres cavall · d8 negres dama · f8 negres torre · g8 negres rei · a7 negres peó · b7 negres peó · c7 negres peó · g7 negres peó · h7 negres peó · d6 negres alfil · d5 blanques peó · f5 negres peó · d4 blanques peó · e4 negres cavall · g4 negres alfil · d3 blanques alfil · f3 blanques cavall · a2 blanques peó · b2 blanques peó · f2 blanques peó · g2 blanques peó · h2 blanques peó · a1 blanques torre · b1 blanques cavall · c1 blanques alfil · d1 blanques dama · e1 blanques torre · g1 blanques rei | a8 negres torre · b8 negres cavall · d8 negres dama · f8 negres torre · g8 negres rei · a7 negres peó · b7 negres peó · c7 negres peó · g7 negres peó · h7 negres peó · d6 negres alfil · d5 blanques peó · f5 negres peó · d4 blanques peó · e4 negres cavall · g4 negres alfil · d3 blanques alfil · f3 blanques cavall · a2 blanques peó · b2 blanques peó · f2 blanques peó · g2 blanques peó · h2 blanques peó · a1 blanques torre · b1 blanques cavall · c1 blanques alfil · d1 blanques dama · e1 blanques torre · g1 blanques rei | 6 |
| 5 | a8 negres torre · b8 negres cavall · d8 negres dama · f8 negres torre · g8 negres rei · a7 negres peó · b7 negres peó · c7 negres peó · g7 negres peó · h7 negres peó · d6 negres alfil · d5 blanques peó · f5 negres peó · d4 blanques peó · e4 negres cavall · g4 negres alfil · d3 blanques alfil · f3 blanques cavall · a2 blanques peó · b2 blanques peó · f2 blanques peó · g2 blanques peó · h2 blanques peó · a1 blanques torre · b1 blanques cavall · c1 blanques alfil · d1 blanques dama · e1 blanques torre · g1 blanques rei | a8 negres torre · b8 negres cavall · d8 negres dama · f8 negres torre · g8 negres rei · a7 negres peó · b7 negres peó · c7 negres peó · g7 negres peó · h7 negres peó · d6 negres alfil · d5 blanques peó · f5 negres peó · d4 blanques peó · e4 negres cavall · g4 negres alfil · d3 blanques alfil · f3 blanques cavall · a2 blanques peó · b2 blanques peó · f2 blanques peó · g2 blanques peó · h2 blanques peó · a1 blanques torre · b1 blanques cavall · c1 blanques alfil · d1 blanques dama · e1 blanques torre · g1 blanques rei | a8 negres torre · b8 negres cavall · d8 negres dama · f8 negres torre · g8 negres rei · a7 negres peó · b7 negres peó · c7 negres peó · g7 negres peó · h7 negres peó · d6 negres alfil · d5 blanques peó · f5 negres peó · d4 blanques peó · e4 negres cavall · g4 negres alfil · d3 blanques alfil · f3 blanques cavall · a2 blanques peó · b2 blanques peó · f2 blanques peó · g2 blanques peó · h2 blanques peó · a1 blanques torre · b1 blanques cavall · c1 blanques alfil · d1 blanques dama · e1 blanques torre · g1 blanques rei | a8 negres torre · b8 negres cavall · d8 negres dama · f8 negres torre · g8 negres rei · a7 negres peó · b7 negres peó · c7 negres peó · g7 negres peó · h7 negres peó · d6 negres alfil · d5 blanques peó · f5 negres peó · d4 blanques peó · e4 negres cavall · g4 negres alfil · d3 blanques alfil · f3 blanques cavall · a2 blanques peó · b2 blanques peó · f2 blanques peó · g2 blanques peó · h2 blanques peó · a1 blanques torre · b1 blanques cavall · c1 blanques alfil · d1 blanques dama · e1 blanques torre · g1 blanques rei | a8 negres torre · b8 negres cavall · d8 negres dama · f8 negres torre · g8 negres rei · a7 negres peó · b7 negres peó · c7 negres peó · g7 negres peó · h7 negres peó · d6 negres alfil · d5 blanques peó · f5 negres peó · d4 blanques peó · e4 negres cavall · g4 negres alfil · d3 blanques alfil · f3 blanques cavall · a2 blanques peó · b2 blanques peó · f2 blanques peó · g2 blanques peó · h2 blanques peó · a1 blanques torre · b1 blanques cavall · c1 blanques alfil · d1 blanques dama · e1 blanques torre · g1 blanques rei | a8 negres torre · b8 negres cavall · d8 negres dama · f8 negres torre · g8 negres rei · a7 negres peó · b7 negres peó · c7 negres peó · g7 negres peó · h7 negres peó · d6 negres alfil · d5 blanques peó · f5 negres peó · d4 blanques peó · e4 negres cavall · g4 negres alfil · d3 blanques alfil · f3 blanques cavall · a2 blanques peó · b2 blanques peó · f2 blanques peó · g2 blanques peó · h2 blanques peó · a1 blanques torre · b1 blanques cavall · c1 blanques alfil · d1 blanques dama · e1 blanques torre · g1 blanques rei | a8 negres torre · b8 negres cavall · d8 negres dama · f8 negres torre · g8 negres rei · a7 negres peó · b7 negres peó · c7 negres peó · g7 negres peó · h7 negres peó · d6 negres alfil · d5 blanques peó · f5 negres peó · d4 blanques peó · e4 negres cavall · g4 negres alfil · d3 blanques alfil · f3 blanques cavall · a2 blanques peó · b2 blanques peó · f2 blanques peó · g2 blanques peó · h2 blanques peó · a1 blanques torre · b1 blanques cavall · c1 blanques alfil · d1 blanques dama · e1 blanques torre · g1 blanques rei | a8 negres torre · b8 negres cavall · d8 negres dama · f8 negres torre · g8 negres rei · a7 negres peó · b7 negres peó · c7 negres peó · g7 negres peó · h7 negres peó · d6 negres alfil · d5 blanques peó · f5 negres peó · d4 blanques peó · e4 negres cavall · g4 negres alfil · d3 blanques alfil · f3 blanques cavall · a2 blanques peó · b2 blanques peó · f2 blanques peó · g2 blanques peó · h2 blanques peó · a1 blanques torre · b1 blanques cavall · c1 blanques alfil · d1 blanques dama · e1 blanques torre · g1 blanques rei | 5 |
| 4 | a8 negres torre · b8 negres cavall · d8 negres dama · f8 negres torre · g8 negres rei · a7 negres peó · b7 negres peó · c7 negres peó · g7 negres peó · h7 negres peó · d6 negres alfil · d5 blanques peó · f5 negres peó · d4 blanques peó · e4 negres cavall · g4 negres alfil · d3 blanques alfil · f3 blanques cavall · a2 blanques peó · b2 blanques peó · f2 blanques peó · g2 blanques peó · h2 blanques peó · a1 blanques torre · b1 blanques cavall · c1 blanques alfil · d1 blanques dama · e1 blanques torre · g1 blanques rei | a8 negres torre · b8 negres cavall · d8 negres dama · f8 negres torre · g8 negres rei · a7 negres peó · b7 negres peó · c7 negres peó · g7 negres peó · h7 negres peó · d6 negres alfil · d5 blanques peó · f5 negres peó · d4 blanques peó · e4 negres cavall · g4 negres alfil · d3 blanques alfil · f3 blanques cavall · a2 blanques peó · b2 blanques peó · f2 blanques peó · g2 blanques peó · h2 blanques peó · a1 blanques torre · b1 blanques cavall · c1 blanques alfil · d1 blanques dama · e1 blanques torre · g1 blanques rei | a8 negres torre · b8 negres cavall · d8 negres dama · f8 negres torre · g8 negres rei · a7 negres peó · b7 negres peó · c7 negres peó · g7 negres peó · h7 negres peó · d6 negres alfil · d5 blanques peó · f5 negres peó · d4 blanques peó · e4 negres cavall · g4 negres alfil · d3 blanques alfil · f3 blanques cavall · a2 blanques peó · b2 blanques peó · f2 blanques peó · g2 blanques peó · h2 blanques peó · a1 blanques torre · b1 blanques cavall · c1 blanques alfil · d1 blanques dama · e1 blanques torre · g1 blanques rei | a8 negres torre · b8 negres cavall · d8 negres dama · f8 negres torre · g8 negres rei · a7 negres peó · b7 negres peó · c7 negres peó · g7 negres peó · h7 negres peó · d6 negres alfil · d5 blanques peó · f5 negres peó · d4 blanques peó · e4 negres cavall · g4 negres alfil · d3 blanques alfil · f3 blanques cavall · a2 blanques peó · b2 blanques peó · f2 blanques peó · g2 blanques peó · h2 blanques peó · a1 blanques torre · b1 blanques cavall · c1 blanques alfil · d1 blanques dama · e1 blanques torre · g1 blanques rei | a8 negres torre · b8 negres cavall · d8 negres dama · f8 negres torre · g8 negres rei · a7 negres peó · b7 negres peó · c7 negres peó · g7 negres peó · h7 negres peó · d6 negres alfil · d5 blanques peó · f5 negres peó · d4 blanques peó · e4 negres cavall · g4 negres alfil · d3 blanques alfil · f3 blanques cavall · a2 blanques peó · b2 blanques peó · f2 blanques peó · g2 blanques peó · h2 blanques peó · a1 blanques torre · b1 blanques cavall · c1 blanques alfil · d1 blanques dama · e1 blanques torre · g1 blanques rei | a8 negres torre · b8 negres cavall · d8 negres dama · f8 negres torre · g8 negres rei · a7 negres peó · b7 negres peó · c7 negres peó · g7 negres peó · h7 negres peó · d6 negres alfil · d5 blanques peó · f5 negres peó · d4 blanques peó · e4 negres cavall · g4 negres alfil · d3 blanques alfil · f3 blanques cavall · a2 blanques peó · b2 blanques peó · f2 blanques peó · g2 blanques peó · h2 blanques peó · a1 blanques torre · b1 blanques cavall · c1 blanques alfil · d1 blanques dama · e1 blanques torre · g1 blanques rei | a8 negres torre · b8 negres cavall · d8 negres dama · f8 negres torre · g8 negres rei · a7 negres peó · b7 negres peó · c7 negres peó · g7 negres peó · h7 negres peó · d6 negres alfil · d5 blanques peó · f5 negres peó · d4 blanques peó · e4 negres cavall · g4 negres alfil · d3 blanques alfil · f3 blanques cavall · a2 blanques peó · b2 blanques peó · f2 blanques peó · g2 blanques peó · h2 blanques peó · a1 blanques torre · b1 blanques cavall · c1 blanques alfil · d1 blanques dama · e1 blanques torre · g1 blanques rei | a8 negres torre · b8 negres cavall · d8 negres dama · f8 negres torre · g8 negres rei · a7 negres peó · b7 negres peó · c7 negres peó · g7 negres peó · h7 negres peó · d6 negres alfil · d5 blanques peó · f5 negres peó · d4 blanques peó · e4 negres cavall · g4 negres alfil · d3 blanques alfil · f3 blanques cavall · a2 blanques peó · b2 blanques peó · f2 blanques peó · g2 blanques peó · h2 blanques peó · a1 blanques torre · b1 blanques cavall · c1 blanques alfil · d1 blanques dama · e1 blanques torre · g1 blanques rei | 4 |
| 3 | a8 negres torre · b8 negres cavall · d8 negres dama · f8 negres torre · g8 negres rei · a7 negres peó · b7 negres peó · c7 negres peó · g7 negres peó · h7 negres peó · d6 negres alfil · d5 blanques peó · f5 negres peó · d4 blanques peó · e4 negres cavall · g4 negres alfil · d3 blanques alfil · f3 blanques cavall · a2 blanques peó · b2 blanques peó · f2 blanques peó · g2 blanques peó · h2 blanques peó · a1 blanques torre · b1 blanques cavall · c1 blanques alfil · d1 blanques dama · e1 blanques torre · g1 blanques rei | a8 negres torre · b8 negres cavall · d8 negres dama · f8 negres torre · g8 negres rei · a7 negres peó · b7 negres peó · c7 negres peó · g7 negres peó · h7 negres peó · d6 negres alfil · d5 blanques peó · f5 negres peó · d4 blanques peó · e4 negres cavall · g4 negres alfil · d3 blanques alfil · f3 blanques cavall · a2 blanques peó · b2 blanques peó · f2 blanques peó · g2 blanques peó · h2 blanques peó · a1 blanques torre · b1 blanques cavall · c1 blanques alfil · d1 blanques dama · e1 blanques torre · g1 blanques rei | a8 negres torre · b8 negres cavall · d8 negres dama · f8 negres torre · g8 negres rei · a7 negres peó · b7 negres peó · c7 negres peó · g7 negres peó · h7 negres peó · d6 negres alfil · d5 blanques peó · f5 negres peó · d4 blanques peó · e4 negres cavall · g4 negres alfil · d3 blanques alfil · f3 blanques cavall · a2 blanques peó · b2 blanques peó · f2 blanques peó · g2 blanques peó · h2 blanques peó · a1 blanques torre · b1 blanques cavall · c1 blanques alfil · d1 blanques dama · e1 blanques torre · g1 blanques rei | a8 negres torre · b8 negres cavall · d8 negres dama · f8 negres torre · g8 negres rei · a7 negres peó · b7 negres peó · c7 negres peó · g7 negres peó · h7 negres peó · d6 negres alfil · d5 blanques peó · f5 negres peó · d4 blanques peó · e4 negres cavall · g4 negres alfil · d3 blanques alfil · f3 blanques cavall · a2 blanques peó · b2 blanques peó · f2 blanques peó · g2 blanques peó · h2 blanques peó · a1 blanques torre · b1 blanques cavall · c1 blanques alfil · d1 blanques dama · e1 blanques torre · g1 blanques rei | a8 negres torre · b8 negres cavall · d8 negres dama · f8 negres torre · g8 negres rei · a7 negres peó · b7 negres peó · c7 negres peó · g7 negres peó · h7 negres peó · d6 negres alfil · d5 blanques peó · f5 negres peó · d4 blanques peó · e4 negres cavall · g4 negres alfil · d3 blanques alfil · f3 blanques cavall · a2 blanques peó · b2 blanques peó · f2 blanques peó · g2 blanques peó · h2 blanques peó · a1 blanques torre · b1 blanques cavall · c1 blanques alfil · d1 blanques dama · e1 blanques torre · g1 blanques rei | a8 negres torre · b8 negres cavall · d8 negres dama · f8 negres torre · g8 negres rei · a7 negres peó · b7 negres peó · c7 negres peó · g7 negres peó · h7 negres peó · d6 negres alfil · d5 blanques peó · f5 negres peó · d4 blanques peó · e4 negres cavall · g4 negres alfil · d3 blanques alfil · f3 blanques cavall · a2 blanques peó · b2 blanques peó · f2 blanques peó · g2 blanques peó · h2 blanques peó · a1 blanques torre · b1 blanques cavall · c1 blanques alfil · d1 blanques dama · e1 blanques torre · g1 blanques rei | a8 negres torre · b8 negres cavall · d8 negres dama · f8 negres torre · g8 negres rei · a7 negres peó · b7 negres peó · c7 negres peó · g7 negres peó · h7 negres peó · d6 negres alfil · d5 blanques peó · f5 negres peó · d4 blanques peó · e4 negres cavall · g4 negres alfil · d3 blanques alfil · f3 blanques cavall · a2 blanques peó · b2 blanques peó · f2 blanques peó · g2 blanques peó · h2 blanques peó · a1 blanques torre · b1 blanques cavall · c1 blanques alfil · d1 blanques dama · e1 blanques torre · g1 blanques rei | a8 negres torre · b8 negres cavall · d8 negres dama · f8 negres torre · g8 negres rei · a7 negres peó · b7 negres peó · c7 negres peó · g7 negres peó · h7 negres peó · d6 negres alfil · d5 blanques peó · f5 negres peó · d4 blanques peó · e4 negres cavall · g4 negres alfil · d3 blanques alfil · f3 blanques cavall · a2 blanques peó · b2 blanques peó · f2 blanques peó · g2 blanques peó · h2 blanques peó · a1 blanques torre · b1 blanques cavall · c1 blanques alfil · d1 blanques dama · e1 blanques torre · g1 blanques rei | 3 |
| 2 | a8 negres torre · b8 negres cavall · d8 negres dama · f8 negres torre · g8 negres rei · a7 negres peó · b7 negres peó · c7 negres peó · g7 negres peó · h7 negres peó · d6 negres alfil · d5 blanques peó · f5 negres peó · d4 blanques peó · e4 negres cavall · g4 negres alfil · d3 blanques alfil · f3 blanques cavall · a2 blanques peó · b2 blanques peó · f2 blanques peó · g2 blanques peó · h2 blanques peó · a1 blanques torre · b1 blanques cavall · c1 blanques alfil · d1 blanques dama · e1 blanques torre · g1 blanques rei | a8 negres torre · b8 negres cavall · d8 negres dama · f8 negres torre · g8 negres rei · a7 negres peó · b7 negres peó · c7 negres peó · g7 negres peó · h7 negres peó · d6 negres alfil · d5 blanques peó · f5 negres peó · d4 blanques peó · e4 negres cavall · g4 negres alfil · d3 blanques alfil · f3 blanques cavall · a2 blanques peó · b2 blanques peó · f2 blanques peó · g2 blanques peó · h2 blanques peó · a1 blanques torre · b1 blanques cavall · c1 blanques alfil · d1 blanques dama · e1 blanques torre · g1 blanques rei | a8 negres torre · b8 negres cavall · d8 negres dama · f8 negres torre · g8 negres rei · a7 negres peó · b7 negres peó · c7 negres peó · g7 negres peó · h7 negres peó · d6 negres alfil · d5 blanques peó · f5 negres peó · d4 blanques peó · e4 negres cavall · g4 negres alfil · d3 blanques alfil · f3 blanques cavall · a2 blanques peó · b2 blanques peó · f2 blanques peó · g2 blanques peó · h2 blanques peó · a1 blanques torre · b1 blanques cavall · c1 blanques alfil · d1 blanques dama · e1 blanques torre · g1 blanques rei | a8 negres torre · b8 negres cavall · d8 negres dama · f8 negres torre · g8 negres rei · a7 negres peó · b7 negres peó · c7 negres peó · g7 negres peó · h7 negres peó · d6 negres alfil · d5 blanques peó · f5 negres peó · d4 blanques peó · e4 negres cavall · g4 negres alfil · d3 blanques alfil · f3 blanques cavall · a2 blanques peó · b2 blanques peó · f2 blanques peó · g2 blanques peó · h2 blanques peó · a1 blanques torre · b1 blanques cavall · c1 blanques alfil · d1 blanques dama · e1 blanques torre · g1 blanques rei | a8 negres torre · b8 negres cavall · d8 negres dama · f8 negres torre · g8 negres rei · a7 negres peó · b7 negres peó · c7 negres peó · g7 negres peó · h7 negres peó · d6 negres alfil · d5 blanques peó · f5 negres peó · d4 blanques peó · e4 negres cavall · g4 negres alfil · d3 blanques alfil · f3 blanques cavall · a2 blanques peó · b2 blanques peó · f2 blanques peó · g2 blanques peó · h2 blanques peó · a1 blanques torre · b1 blanques cavall · c1 blanques alfil · d1 blanques dama · e1 blanques torre · g1 blanques rei | a8 negres torre · b8 negres cavall · d8 negres dama · f8 negres torre · g8 negres rei · a7 negres peó · b7 negres peó · c7 negres peó · g7 negres peó · h7 negres peó · d6 negres alfil · d5 blanques peó · f5 negres peó · d4 blanques peó · e4 negres cavall · g4 negres alfil · d3 blanques alfil · f3 blanques cavall · a2 blanques peó · b2 blanques peó · f2 blanques peó · g2 blanques peó · h2 blanques peó · a1 blanques torre · b1 blanques cavall · c1 blanques alfil · d1 blanques dama · e1 blanques torre · g1 blanques rei | a8 negres torre · b8 negres cavall · d8 negres dama · f8 negres torre · g8 negres rei · a7 negres peó · b7 negres peó · c7 negres peó · g7 negres peó · h7 negres peó · d6 negres alfil · d5 blanques peó · f5 negres peó · d4 blanques peó · e4 negres cavall · g4 negres alfil · d3 blanques alfil · f3 blanques cavall · a2 blanques peó · b2 blanques peó · f2 blanques peó · g2 blanques peó · h2 blanques peó · a1 blanques torre · b1 blanques cavall · c1 blanques alfil · d1 blanques dama · e1 blanques torre · g1 blanques rei | a8 negres torre · b8 negres cavall · d8 negres dama · f8 negres torre · g8 negres rei · a7 negres peó · b7 negres peó · c7 negres peó · g7 negres peó · h7 negres peó · d6 negres alfil · d5 blanques peó · f5 negres peó · d4 blanques peó · e4 negres cavall · g4 negres alfil · d3 blanques alfil · f3 blanques cavall · a2 blanques peó · b2 blanques peó · f2 blanques peó · g2 blanques peó · h2 blanques peó · a1 blanques torre · b1 blanques cavall · c1 blanques alfil · d1 blanques dama · e1 blanques torre · g1 blanques rei | 2 |
| 1 | a8 negres torre · b8 negres cavall · d8 negres dama · f8 negres torre · g8 negres rei · a7 negres peó · b7 negres peó · c7 negres peó · g7 negres peó · h7 negres peó · d6 negres alfil · d5 blanques peó · f5 negres peó · d4 blanques peó · e4 negres cavall · g4 negres alfil · d3 blanques alfil · f3 blanques cavall · a2 blanques peó · b2 blanques peó · f2 blanques peó · g2 blanques peó · h2 blanques peó · a1 blanques torre · b1 blanques cavall · c1 blanques alfil · d1 blanques dama · e1 blanques torre · g1 blanques rei | a8 negres torre · b8 negres cavall · d8 negres dama · f8 negres torre · g8 negres rei · a7 negres peó · b7 negres peó · c7 negres peó · g7 negres peó · h7 negres peó · d6 negres alfil · d5 blanques peó · f5 negres peó · d4 blanques peó · e4 negres cavall · g4 negres alfil · d3 blanques alfil · f3 blanques cavall · a2 blanques peó · b2 blanques peó · f2 blanques peó · g2 blanques peó · h2 blanques peó · a1 blanques torre · b1 blanques cavall · c1 blanques alfil · d1 blanques dama · e1 blanques torre · g1 blanques rei | a8 negres torre · b8 negres cavall · d8 negres dama · f8 negres torre · g8 negres rei · a7 negres peó · b7 negres peó · c7 negres peó · g7 negres peó · h7 negres peó · d6 negres alfil · d5 blanques peó · f5 negres peó · d4 blanques peó · e4 negres cavall · g4 negres alfil · d3 blanques alfil · f3 blanques cavall · a2 blanques peó · b2 blanques peó · f2 blanques peó · g2 blanques peó · h2 blanques peó · a1 blanques torre · b1 blanques cavall · c1 blanques alfil · d1 blanques dama · e1 blanques torre · g1 blanques rei | a8 negres torre · b8 negres cavall · d8 negres dama · f8 negres torre · g8 negres rei · a7 negres peó · b7 negres peó · c7 negres peó · g7 negres peó · h7 negres peó · d6 negres alfil · d5 blanques peó · f5 negres peó · d4 blanques peó · e4 negres cavall · g4 negres alfil · d3 blanques alfil · f3 blanques cavall · a2 blanques peó · b2 blanques peó · f2 blanques peó · g2 blanques peó · h2 blanques peó · a1 blanques torre · b1 blanques cavall · c1 blanques alfil · d1 blanques dama · e1 blanques torre · g1 blanques rei | a8 negres torre · b8 negres cavall · d8 negres dama · f8 negres torre · g8 negres rei · a7 negres peó · b7 negres peó · c7 negres peó · g7 negres peó · h7 negres peó · d6 negres alfil · d5 blanques peó · f5 negres peó · d4 blanques peó · e4 negres cavall · g4 negres alfil · d3 blanques alfil · f3 blanques cavall · a2 blanques peó · b2 blanques peó · f2 blanques peó · g2 blanques peó · h2 blanques peó · a1 blanques torre · b1 blanques cavall · c1 blanques alfil · d1 blanques dama · e1 blanques torre · g1 blanques rei | a8 negres torre · b8 negres cavall · d8 negres dama · f8 negres torre · g8 negres rei · a7 negres peó · b7 negres peó · c7 negres peó · g7 negres peó · h7 negres peó · d6 negres alfil · d5 blanques peó · f5 negres peó · d4 blanques peó · e4 negres cavall · g4 negres alfil · d3 blanques alfil · f3 blanques cavall · a2 blanques peó · b2 blanques peó · f2 blanques peó · g2 blanques peó · h2 blanques peó · a1 blanques torre · b1 blanques cavall · c1 blanques alfil · d1 blanques dama · e1 blanques torre · g1 blanques rei | a8 negres torre · b8 negres cavall · d8 negres dama · f8 negres torre · g8 negres rei · a7 negres peó · b7 negres peó · c7 negres peó · g7 negres peó · h7 negres peó · d6 negres alfil · d5 blanques peó · f5 negres peó · d4 blanques peó · e4 negres cavall · g4 negres alfil · d3 blanques alfil · f3 blanques cavall · a2 blanques peó · b2 blanques peó · f2 blanques peó · g2 blanques peó · h2 blanques peó · a1 blanques torre · b1 blanques cavall · c1 blanques alfil · d1 blanques dama · e1 blanques torre · g1 blanques rei | a8 negres torre · b8 negres cavall · d8 negres dama · f8 negres torre · g8 negres rei · a7 negres peó · b7 negres peó · c7 negres peó · g7 negres peó · h7 negres peó · d6 negres alfil · d5 blanques peó · f5 negres peó · d4 blanques peó · e4 negres cavall · g4 negres alfil · d3 blanques alfil · f3 blanques cavall · a2 blanques peó · b2 blanques peó · f2 blanques peó · g2 blanques peó · h2 blanques peó · a1 blanques torre · b1 blanques cavall · c1 blanques alfil · d1 blanques dama · e1 blanques torre · g1 blanques rei | 1 |
|   | a | b | c | d | e | f | g | h |   |

El Parany de Marshall o Trampa de Marshall és un parany d'obertura dins la defensa Petrov, que deu el seu nom a Frank Marshall.
El parany comença després de les jugades:
1. e4 e5
2. Cf3 Cf6
Les negres plantegen la defensa Petrov.
3. Cxe5 d6
4. Cf3 Cxe4
5. d4 d5
6. Ad3 Ad6
7. O-O O-O
8. c4 Ag4
9. cxd5 f5
10. Te1?
(Vegeu el diagrama) Les blanques haurien d'haver fet 10.Cc3.
10. ... Axh2+!
Un cop inesperat.
11. Rxh2 Cxf2
Les negres enforquillen la dama i l'alfil blancs, i forcen la dama a moure's.
12. De2 Cxd3
13. Dxd3 Axf3
14. Dxf3 Dh4+ seguit de Dxe1 guanyant una torre.